# Bock (Luxemburg)

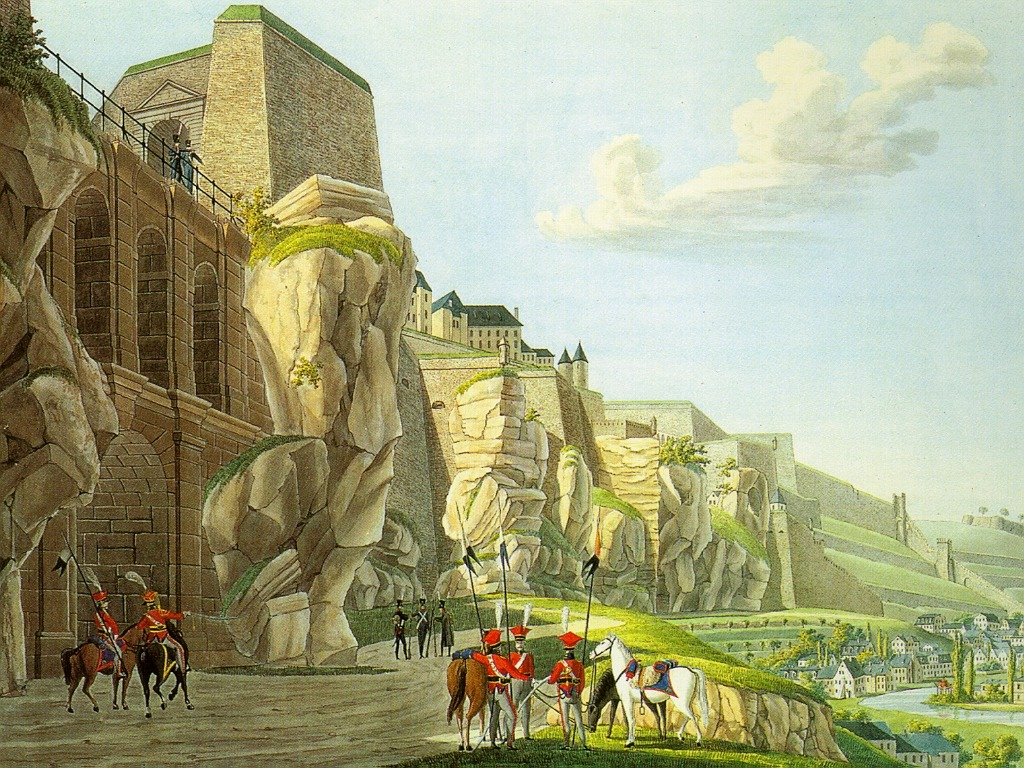
Les fortificacions de Bock després de la capitulació de 1814 per Christophe-Guillaume Selig.

Els Bock (Bockfiels en luxemburguès) és un promontori situat a l'extrem nord-oriental de la Ciutat de Luxemburg. Es tracta d'una fortificació natural que domina el riu Alzette, l'indret original on Sigifred de Luxemburg va manar construir el castell de Lucilinburhuc el 963, al voltant del qual es construiria la moderna capital de Luxemburg. Durant segles, la fortalesa va ser atacada pels Burgundis els Habsburg o els prussians i finalment va ser derruïda en virtut del Tractat de Londres de 1867 al final de la Guerra Austroprussiana. Les ruines de la fortalesa i el seu ampli sistema de passadissos, galeries i casamates són encara una gran atracció turística avui en dia.

## Galeria

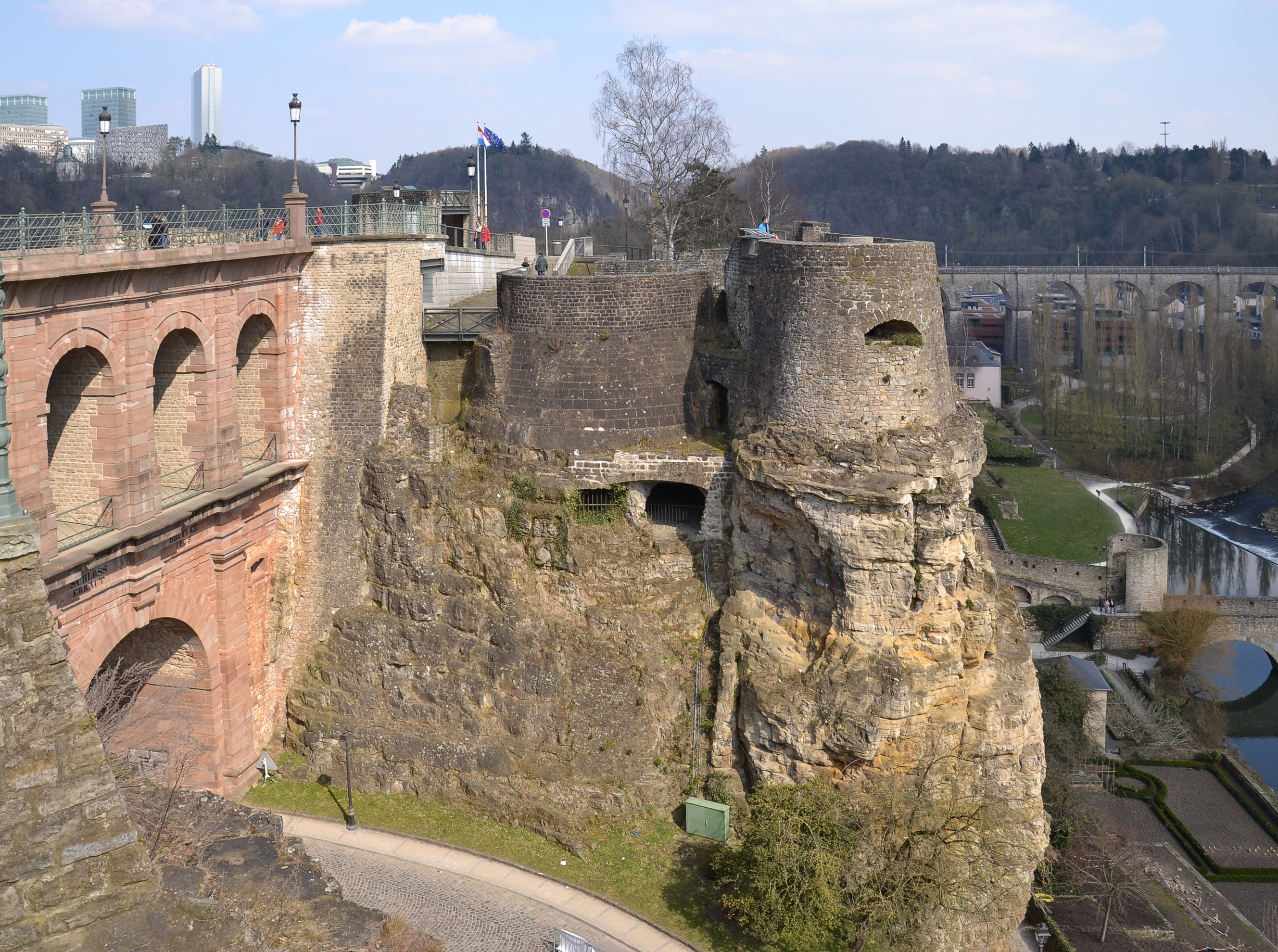
Les fortificacions de Bock
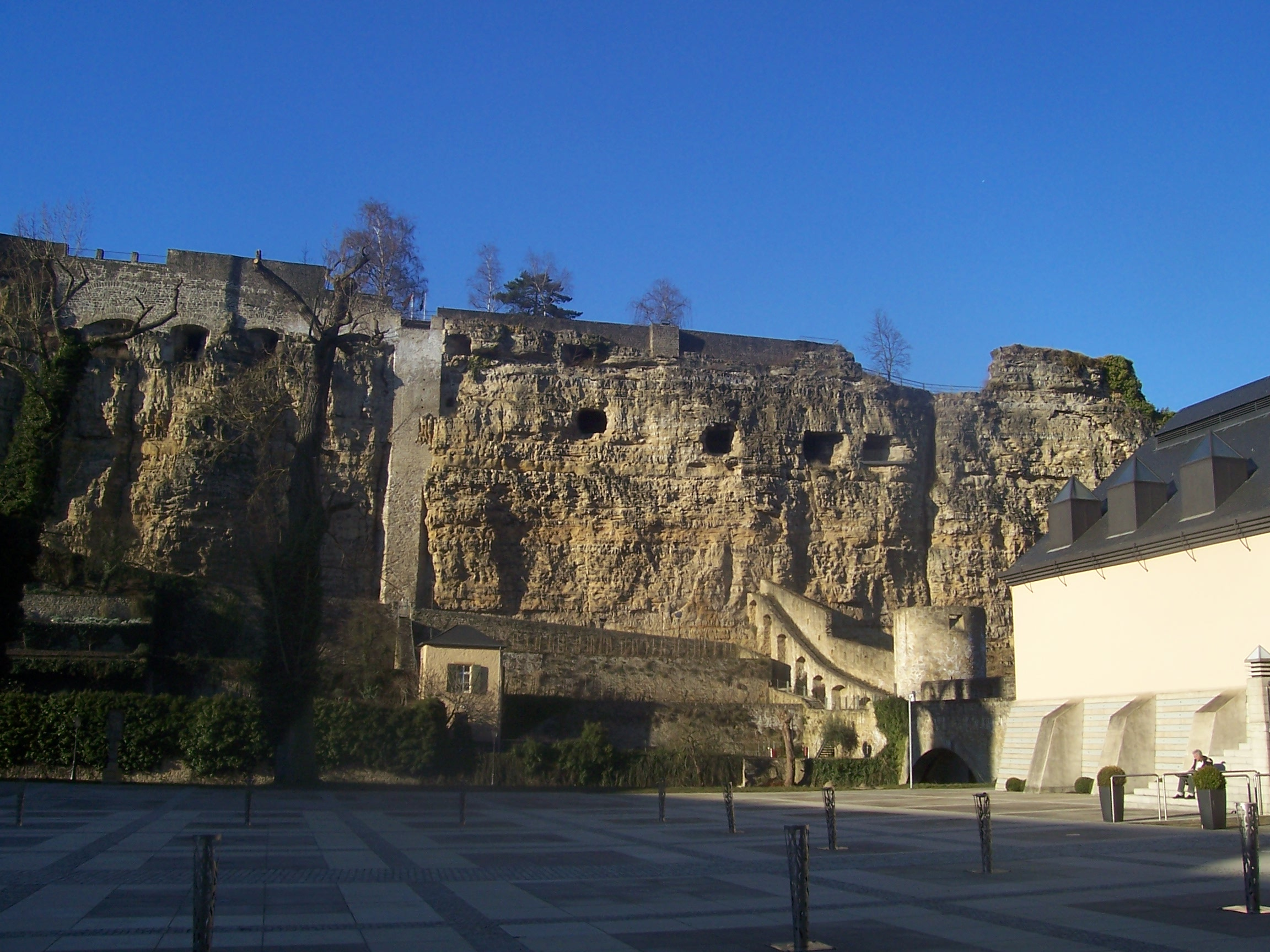
El turó de Bock amb les espitlleres per als canons
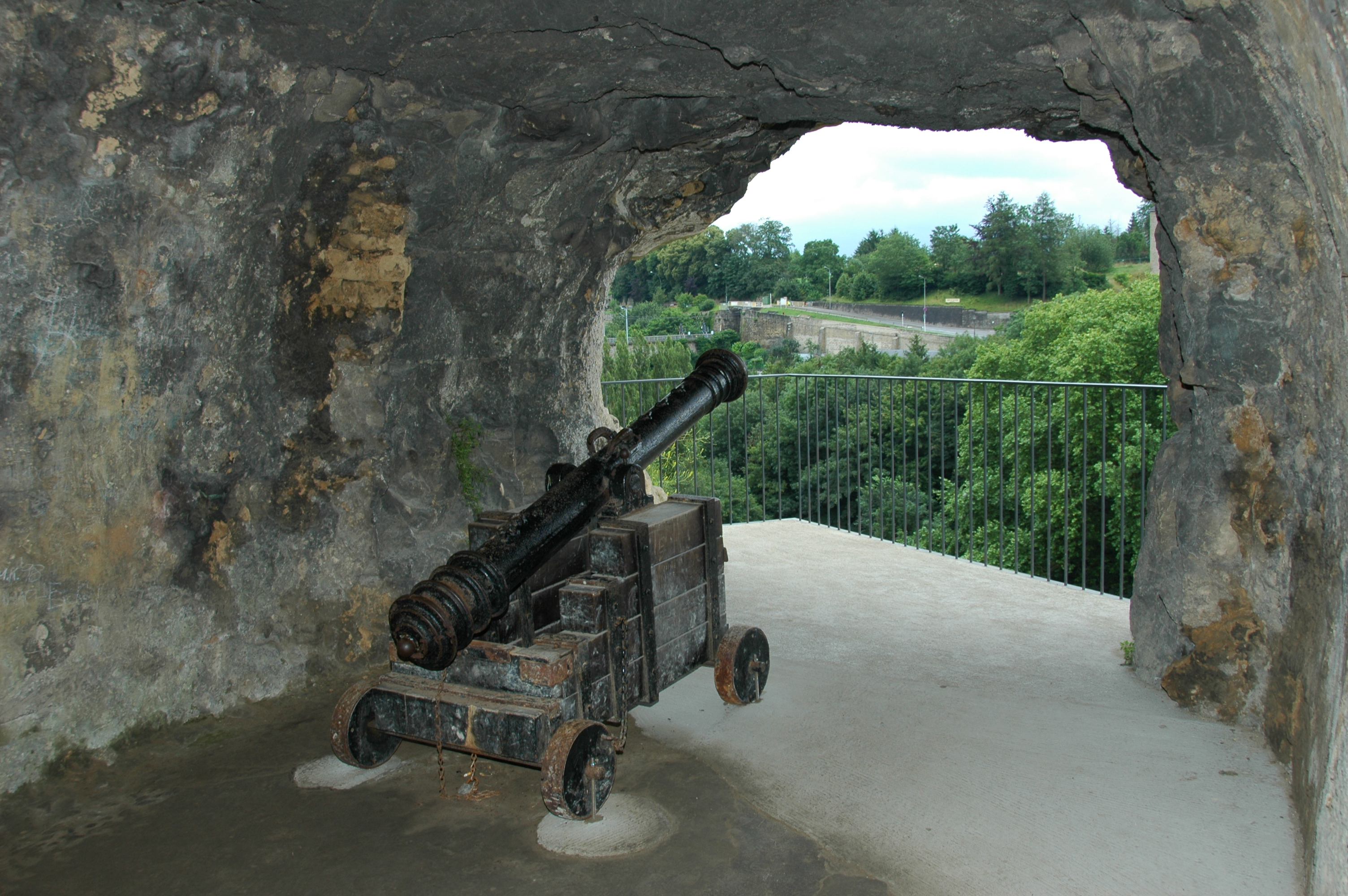
Canó a l'interior de la casamata
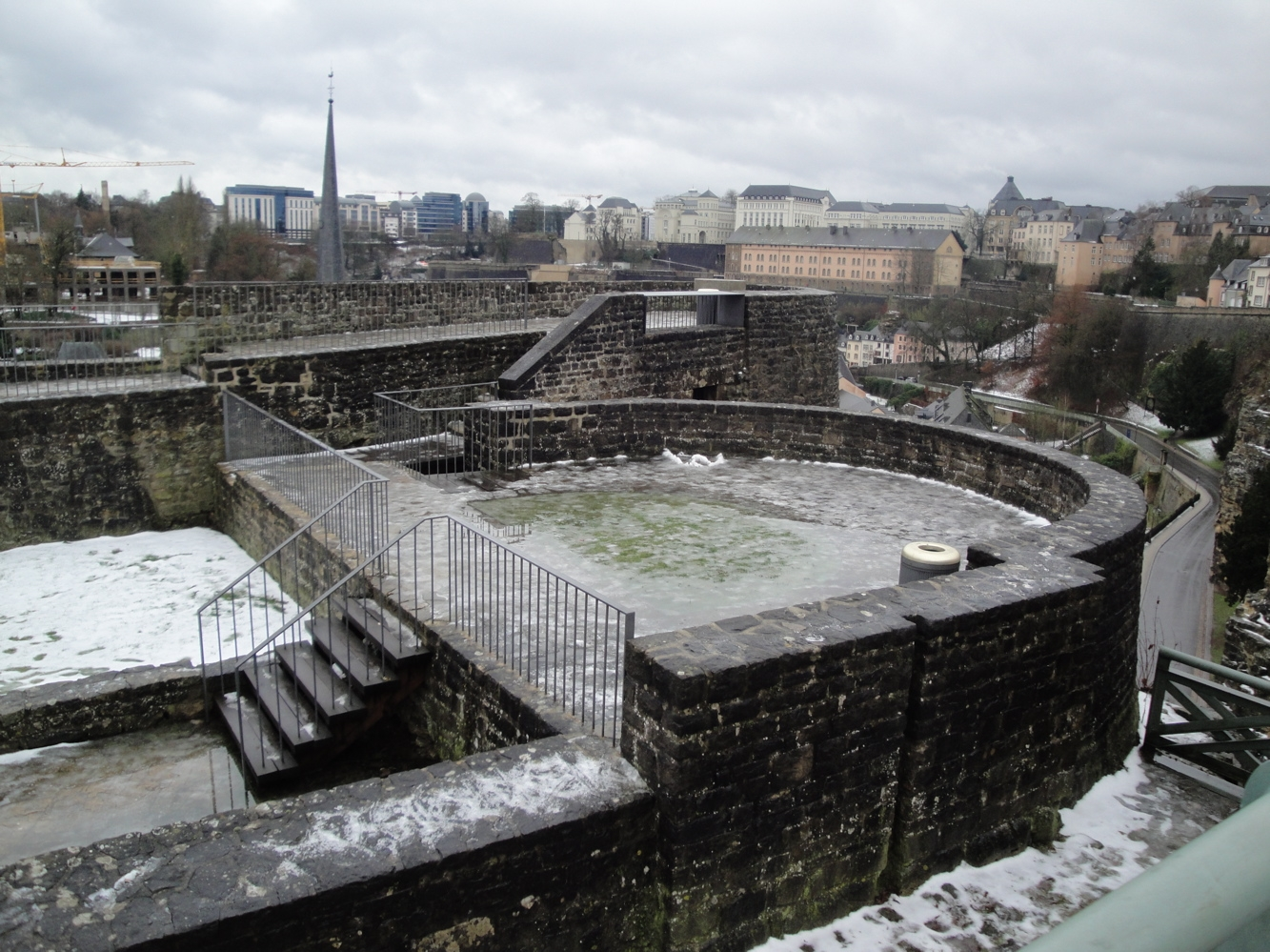
Les fortificacions de Bock a l'hivern
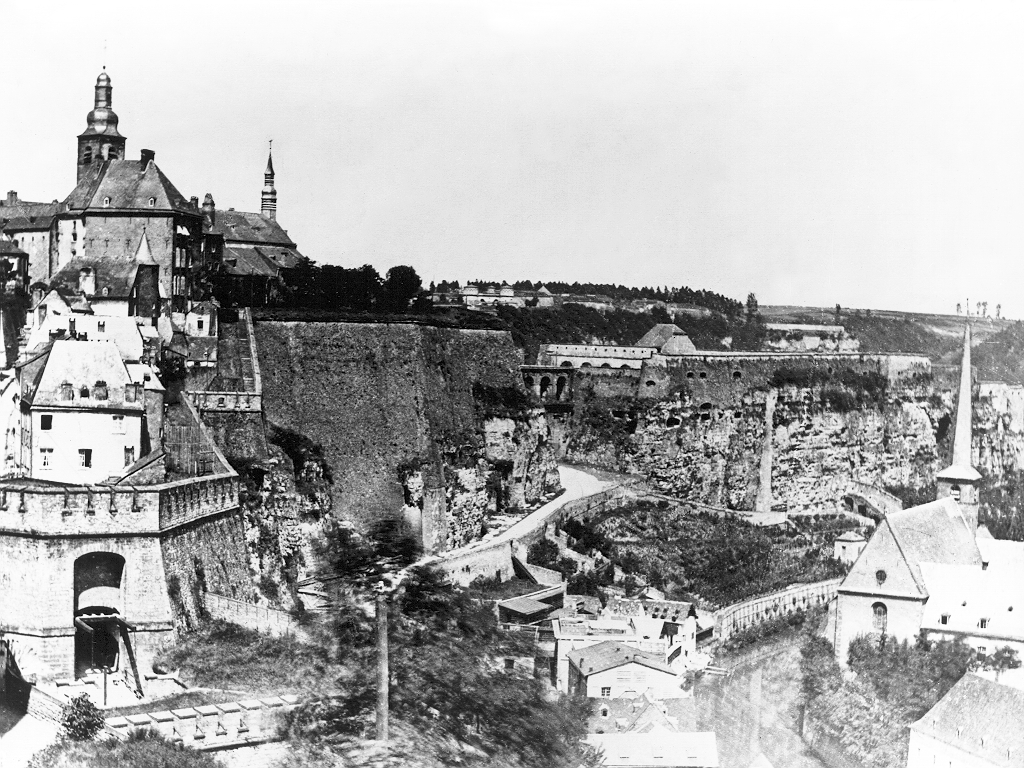
La fortalesa de Luxemburg abans de la seva demolició el 1867